# Irish Travellers
Cet article possède un paronyme, voir Voyageurs.
Pour les articles homonymes, voir Traveller et Tinker.
Les Irish Travellers  ou simplement Travellers (en irlandais : Lucht Siúil ; littéralement : « Voyageurs »), aussi appelés Pavees, Mincéirs (en Shelta: Mincéirí) ou Tinkers, nommés Travellers Irlandais en français, sont une catégorie nomade autochtone de la population irlandaise.
Les Travellers sont aussi présents au Royaume-Uni et aux États-Unis, mais sont de façon générale considérés simplement comme étant irlandais. Certains Travellers se sont illustrés comme musiciens. Ils possèdent leur propre langue, le shelta, issue du Gaëlique irlandais avec des apports anglais.
Les Travellers ont tendance à se sédentariser de plus en plus. On estime leur nombre à 30 000 en Irlande, 15 000 au Royaume-Uni, et 10 000 aux États-Unis. On les qualifie souvent de peuple cavalier.

## Origine, langue, culture

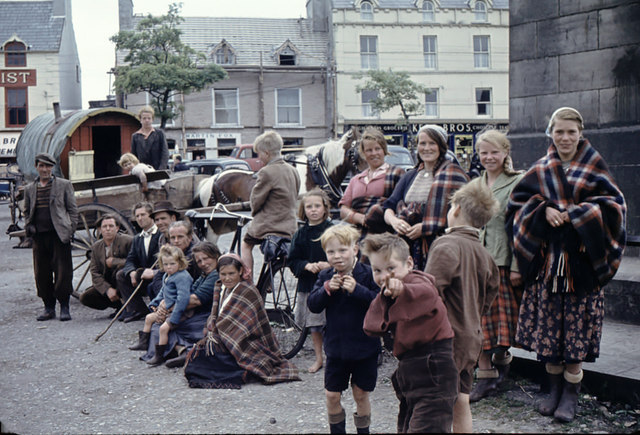
Irish Travellers à Donegal en 1958, près du "Four Masters Monument".

Les études génétiques des travellers ont démontrés qu'ils étaient d'ascendance irlandaise, mais qu'ils s'étaient isolés génétiquement du reste de la population (endogamie) générale depuis environ 360 ans, avec une fourchette de 240 à 1000 ans selon le nombre de personnes de la population fondatrice,.
Les Travellers se distinguent des autres communautés nomades d'Irlande par leur langue et leurs coutumes. Le shelta est la langue traditionnelle des Travellers, mais ils parlent pour la plupart aussi l'anglais, avec toutefois un accent prononcé.
Plusieurs groupes de Travellers sont présents aux États-Unis, dont les principaux sont les Travellers du sud et du nord des États-Unis (chacun de ces deux groupes ayant eux-mêmes leurs sous-catégories), mais la langue shelta se meurt lentement[réf. souhaitée] : seuls les plus vieux la connaissent complètement maintenant.

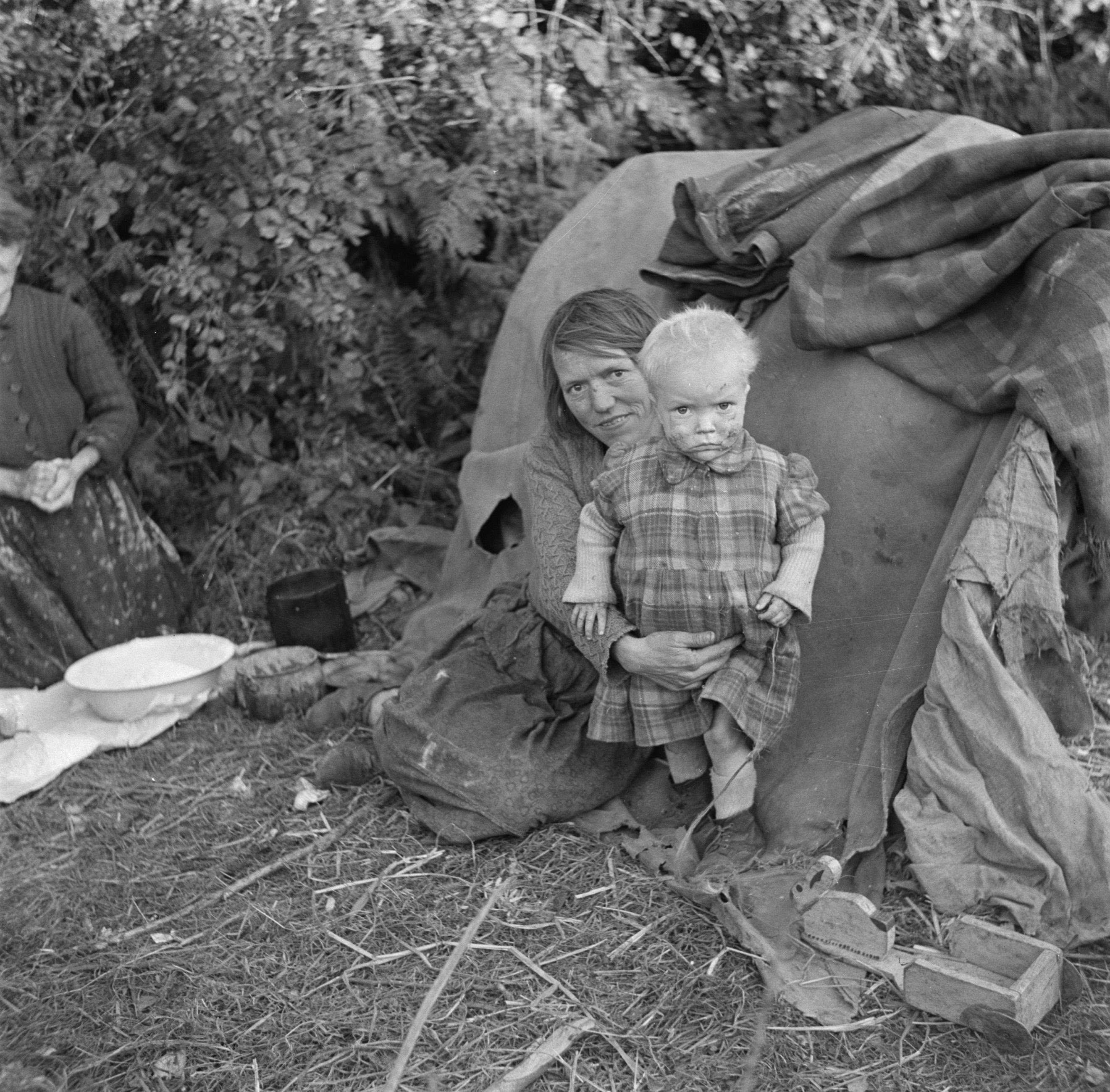
Irish Travellers en 1946.

Certaines coutumes, au moins dans les Travellers du Sud des États-Unis (Memphis, Géorgie), autorisent le mariage de jeunes filles de 11 ans à des hommes de 20 ans et plus. Les mariages ont lieu généralement vers l'âge de 12 ou 13 ans, avec un cousin au premier ou second degré le plus souvent. Dans la culture des Travellers, c'est l'homme qui subvient aux besoins de la famille, l'objectif des filles est de se marier. Les parents de la mariée paient une dot au marié, qui peut être parfois assez importante.

## Discrimination
Le statut des Travellers dépend de leur pays de résidence. Reconnus comme formant une minorité ethnique au Royaume-Uni, ils ont fini par obtenir ce statut en Irlande, après n'avoir été reconnus pendant des années que comme formant un groupe social.
À l'instar d'autres communautés nomades (Roms, Gitans, etc.) les Travellers sont souvent victimes d'ostracisme, en particulier à cause de leur mauvaise réputation et de leur rapport difficile vis-à-vis des autorités. Ils sont souvent accusés de vol, d'agressions.
Bien que communément appelés Travellers, et se nommant eux-mêmes Pavees, les Travellers sont aussi appelés Tinkers (c'est-à-dire « rétameurs », de l'anglais tin, étain, en raison de l'artisanat traditionnel sur étain auquel ils se livraient au Moyen Âge), ou encore Knacker ou Pikey, des termes qui sont, ou à tout le moins sont devenus, péjoratifs, une pratique qui contribue à leur sectarisation.

## Cheval

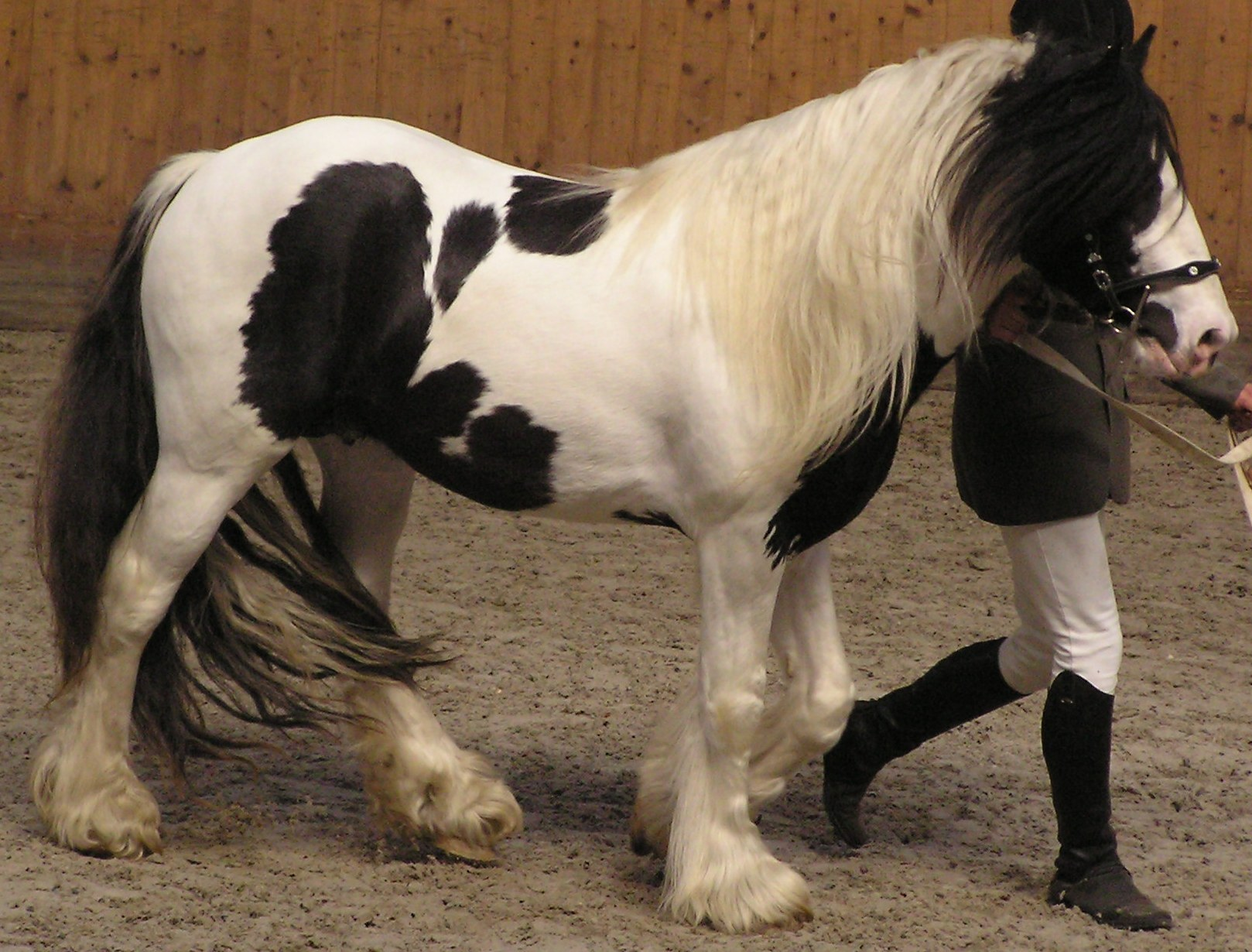
Tinker.

Les Travellers sont un peuple cavalier. Le cheval, qu'il soit de selle ou d’attelage pour tirer les roulottes, est très important. Ainsi le mot « Tinker » a donné son nom au tinker, un animal semi-lourd, souvent de robe pie, appelé aussi Gypsy Vanner, largement utilisé par ces nomades. Les chevaux tinkers constituent un point de friction entre les Travellers et les autorités : les chevaux sont en général laissés libres et en troupeau.

## Dans la fiction
On les voit dans Le Cheval venu de la mer, un film irlandais de 1992 dans lequel les deux personnages principaux sont des enfants sédentarisés de Travellers. Ce film pose le problème de la pauvreté des Tinkers, et de leur sédentarisation souvent vécue difficilement, dans les banlieues pauvres des agglomérations irlandaises.
Dans le film Snatch : Tu braques ou tu raques, Brad Pitt est un boxeur « traveller » dont la fierté est un des ressorts du film. De façon moins stéréotypée, la boxe à mains nues pratiquée au sein de la communauté est le thème du film Knuckle (2011) de Ian Palmer.
Les Travellers sont aussi mis en avant dans la série télévisée américaine The Riches, diffusée depuis 2007.
Un épisode de la série policière New York, section criminelle (saison 2, épisode 21/35, « Au nom de la tradition » (Graansha en anglais)) situe l'intrigue au sein de la communauté des Travellers, dans le New Jersey ; leurs coutumes et traditions y sont particulièrement bien décrites[réf. souhaitée].
Toxic blues (titre original : The killing of the tinkers, 2002), roman policier de Ken Bruen, qui illustre les difficultés d'intégration des Tinkers dans la société irlandaise actuelle.
Deux épisodes de la série policière anglaise Meurtres en sommeil (saison 6, épisodes 1 et 2, 2006, « Les gitans irlandais ») se déroulent dans la communauté.
Patrick Jane, héros de la série télévisée Mentalist, fait partie d'une communauté de forains itinérants originaires d'Irlande.
Dans la série Crossing Lines, le lieutenant Tommy Mc Connell vient d'Irlande du Nord et sa famille est à la tête d'une communauté Pavees de Londres (cf. saison 2 épisode 8 : Pieds et poings liés).
La série Peaky Blinders raconte l'ascension et les péripéties d'un gang composé essentiellement de la famille Shelby, des travellers irlandais sédentarisés depuis deux générations dans le Birmingham de l'Entre-deux-guerres.

### Personnalités célèbres
- Eileen Flynn, membre des Travellers d'Irlande, devenue sénatrice en 2020.
- Tyson Fury, boxeur britannique, détenteur des ceintures de champion du monde poids lourds des quatre organisations principales, WBO, WBA et IBF en 2015 en battant Wladimir Klitschko, puis WBC en février 2020 en battant Deontay Wilder.
- Johnny Doran, uilleannpiper, le Django Reinhart du uilleannpipes, inspirateur de nombreux pipers irlandais,
- Paddy Keenan, uilleannpiper virtuose, membre de Bothy Band, et toujours en activité.